# Eupithecia homogrammata
Eupithecia homogrammata là một loài bướm đêm trong họ Geometridae.